# Nuffield
Nuffield är en ort och civil parish i Storbritannien.   Den ligger i grevskapet Oxfordshire och riksdelen England, i den södra delen av landet, 60 km väster om huvudstaden London. Nuffield ligger 208 meter över havet och antalet invånare är 654.
Terrängen runt Nuffield är huvudsakligen lite kuperad. Nuffield ligger uppe på en höjd. Runt Nuffield är det tätbefolkat, med 266 invånare per kvadratkilometer. Närmaste större samhälle är Reading, 14,4 km söder om Nuffield. Omgivningarna runt Nuffield är en mosaik av jordbruksmark och naturlig växtlighet.